# 김금희
김금희(金錦姬, 1979년 10월 10일 ~ )은 대한민국의 소설가이다.

## 생애
1979년 부산에서 태어나 인천에서 성장했다. 인하대 국문과를 졸업하고 2009년 한국일보 신춘문예에 단편소설 「너의 도큐먼트」가 당선되어 작품활동을 시작했다. 소설집 『센티멘털도 하루 이틀』, 『너무 한낮의 연애』, 장편소설 『경애의 마음』, 중편소설 『나의 사랑, 매기』, 짧은 소설 『나는 그것에 대해 아주 오랫동안 생각해』 등이 있다. 2015 ~ 2017년 젊은작가상, 2016년 젊은작가상 대상, 신동엽문학상, 현대문학상 등을 수상했다. 2020년 이상문학상 우수상 수상후보작으로 선정되었으나 불공정 계약에 반대하여 수상을 거부했다.

## 저작

### 장편소설
- 《경애의 마음》 (창비) 2018년 6월 ISBN 978-89364343-1-1
- 《대온실 수리 보고서》 (창비) 2024년 10월

### 소설집
- 《센티멘털도 하루 이틀》 (창비) 2014년 3월 ISBN 978-89364372-9-9
- 《너무 한낮의 연애》 (문학동네) 2016년 5월 ISBN 978-89546407-5-6
- 《체스의 모든 것》 (아시아) 2016년 11월 ISBN 979-11566229-8-7
- 《나는 그것에 대해 아주 오랫동안 생각해》 (마음산책) 2018년 10월 ISBN 978-89609054-8-1
- 《오직 한 사람의 차지》 (문학동네) 2019년 9월 ISBN 978-89546572-7-3

### 산문집
- 《사랑 밖의 모든 말들》 (문학동네) 2020년 4월 ISBN 978-89546714-9-1
- 《나의 폴라 일지》 (한겨레출판사) 2025년 1월

### 공저
- 《내가 태어나서 가장 먼저 배운 말》 (한겨레출판사) 2015년 8월 ISBN 978-89843192-3-3
  - 〈조중균의 세계〉
- 《이해 없이 당분간》 (걷는사람) 2017년 8월 ISBN 979-11960081-3-0
  - 〈그의 에그머핀 2분의 1〉
- 《사랑을 멈추지 말아요》 (큐큐(QQ)) 2018년 8월 ISBN 979-11964381-1-1
  - 〈레이디〉
- 《불가능한 대화들 - 네 번째 이야기》 (호밀밭) 2018년 12월 ISBN 979-11965728-1-5
- 《호텔 창문》 (은행나무) 2019년 11월 ISBN 979-11899826-1-4
  - 〈기괴의 탄생〉
- 《다름 아닌 사랑과 자유》 (문학동네) 2019년 10월 ISBN 978-89546581-2-6

## 수상 내역
- 2015년 제33회 신동엽문학상 <센티멘털도 하루 이틀>
- 2016년 제7회 문학동네 젊은작가상 너무 한낮의 연애
- 2017년 제62회 현대문학상 <체스의 모든 것>